# Conference Carolinas 2010 (pallavolo maschile)
La Conference Carolinas 2010 si è svolta dal 3 febbraio al 7 aprile 2010: al torneo hanno partecipato 5 squadre universitarie statunitensi e la vittoria finale è andata per la prima volta alla Mount Olive.

## Regolamento
È prevista una stagione regolare che vede le cinque formazioni impegnate nella conference affrontarsi due volte tra loro, per un totale di dieci incontri ciascuna; parallelamente vengono disputati anche degli incontri extra-conference contro formazioni appartenenti ad altre conference o non affiliate ad alcuna di esse, dando vita a due classifiche separate una relativa alla Conference Carolinas ed una totale.
- La formazione che ottiene più vittorie nella classifica della Conference Carolinas si laurea campione di conference.

## Squadre partecipanti
| Club                | Città       | Impianto                       | Stagione precedente |
| ------------------- | ----------- | ------------------------------ | ------------------- |
| King Tornado        | Bristol     | Student Center Complex Bristol | -                   |
| Lees-McRae Bobcats  | Banner Elk  | Williams Gymnasium Banner Elk  | -                   |
| Limestone Saints    | Gaffney     | Timken Center Gaffney          | -                   |
| Mount Olive Trojans | Mount Olive | Kornegay Arena Mount Olive     | -                   |
| Pfeiffer Falcons    | Misenheimer | Merner Gym Misenheimer         | -                   |

## Campionato

### Regular season

#### Classifica
| Pos. | Squadra     | Conference | Conference | Conference | Conference | Overall | Overall | Overall | Overall |
| Pos. | Squadra     | Pt.        | G          | V          | P          | Pt.     | G       | V       | P       |
| ---- | ----------- | ---------- | ---------- | ---------- | ---------- | ------- | ------- | ------- | ------- |
| 1.   | Mount Olive | .750       | 8          | 6          | 2          | .810    | 21      | 17      | 4       |
| 2.   | Lees-McRae  | .625       | 8          | 5          | 3          | .421    | 19      | 8       | 11      |
| 3.   | King        | .500       | 8          | 4          | 4          | .650    | 20      | 13      | 7       |
| 3.   | Limestone   | .500       | 8          | 4          | 4          | .545    | 22      | 12      | 10      |
| 5.   | Pfeiffer    | .125       | 8          | 1          | 7          | .318    | 22      | 7       | 15      |

| Campione di Conference |

## Premi individuali
| Premio                              | Giocatrice         | Squadra     |
| ----------------------------------- | ------------------ | ----------- |
| Player of the Year                  | Christiaan Rombaut | Mount Olive |
| Freshman of the Year                | Adam Miracle       | Mount Olive |
| Coach of the Year                   | Cole Tallman       | Mount Olive |
| All-Conference Carolinas First Team | Christiaan Rombaut | Mount Olive |
| All-Conference Carolinas First Team | Chad Mercado       | Lees-McRae  |
| All-Conference Carolinas First Team | Ariel Apolinario   | King        |
| All-Conference Carolinas First Team | Noel García        | Mount Olive |
| All-Conference Carolinas First Team | José Lanier        | Mount Olive |
| All-Conference Carolinas First Team | Felix Reimundo     | Mount Olive |
| All-Conference Carolinas First Team | Joel Salva         | King        |